# Godden

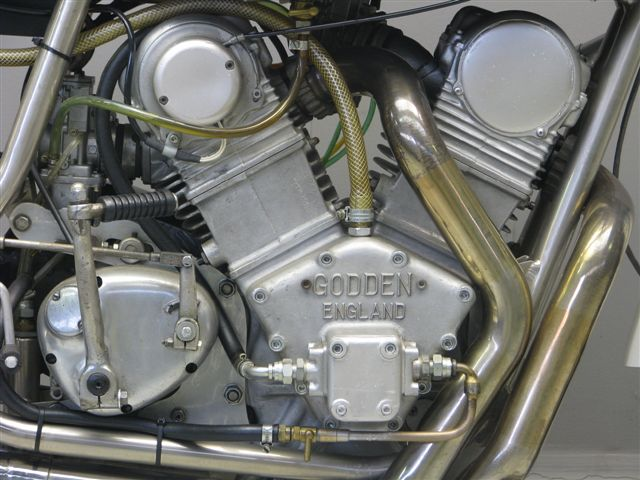
Godden 1000 cc V-twin

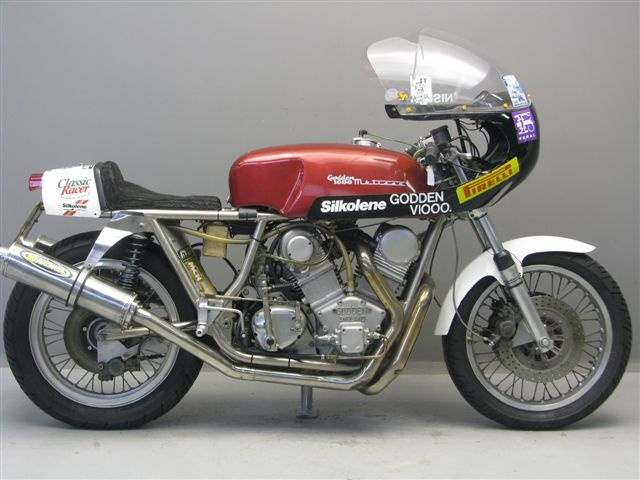
Godden 1000 cc caféracer met een Rickman Métisse frame

Godden is een historisch merk van motorfietsen voor grasbaanrace en speedway.
Godden was een Brits bedrijf dat gespecialiseerd was in machines voor grasbaan en speedway. Het werd opgericht door Don Godden, die tussen 1962 en 1976 dertien keer Brits grasbaankampioen was. Hij bouwde vanaf 1979 zijn eigen machines. Hij leverde een 500 cc zijspancombinatie voor de grasbaanrace en ook een 1000 cc V-twin.